# Исламска савјетодавна скупштина
Исламска савјетодавна скупштина или Меџлис (перс. مجلس شورای اﺳﻼﻣﯽ) народно је представништво и законодавни орган у Исламској Републици Иран.
Састоји се од 290 посланика који се бирају на непосредним изборима тајним гласањем. Мандат јој је четири године. Одлуке се доносе на сједницама на којој мора бити присутно најмање двије трећине посланика на начин предвиђен пословником. Право законодавне иницијативе има Кабинет и најмање 15 посланика.
Све одлуке Меџлиса мора потврдити Савјет чувара који одлучује о сагласности скупштинских аката са исламским прописима и Уставом. Меџлис нема самосталног правног положаја без Савјета чувара. Међутим, он самостално може само овјеравати пуномоћја својих чланова и бирати шест чланова Савјета чувара.